# Elaeoselinum tunetanum
Elaeoselinum tunetanum là một loài thực vật có hoa trong họ Hoa tán. Loài này được Brullo, Miniss. & Terrasi mô tả khoa học đầu tiên năm 2003.